# ويليام هنري فاندربلت الثالث
ويليام هنري فاندربلت الثالث هو ضابط بحري وشخصية أعمال وسياسي أمريكي، ولد في 24 نوفمبر 1901 في نيويورك في الولايات المتحدة، وتوفي في 14 أبريل 1981 في ويليامزتاون في الولايات المتحدة بسبب سرطان. نشط حزبياً في الحزب الجمهوري. وقد انتخب عضو مجلس الولاية (1928 – 1935) وانتخب رئيس مجلس الإدارة جمعية المحافظين الوطنية ‏ (1940 – 1941) وانتخب حاكم رود آيلاند ‏ (3 يناير 1939 – 7 يناير 1941).